# Зайончковский, Василий Казимирович
Василий Казимирович Зайончковский (8 марта 1897 года, Старая Русса, Новгородская губерния — 5 марта 1979 года, Ленинград) — советский военный деятель, генерал-майор (25 сентября 1943 года).

## Начальная биография
Василий Казимирович Зайончковский родился 8 марта 1897 года в Старой Руссе Новгородской губернии.
Работал счетоводом-бухгалтером в Старорусском уездном казначействе.

## Военная служба

### Первая мировая и гражданская войны
3 января 1916 года призван в ряды Русской императорской армии на правах вольноопределяющегося и направлен в 178-й пехотный запасной полк, дислоцированный в Старой Руссе, где вскоре окончил учебную команду, был произведён в младшие унтер-офицеры и назначен командиром взвода этой же учебной команды.
В августе 1916 года направлен юнкером в 5-ю Киевскую школу прапорщиков, после окончания которой 6 марта 1917 года направлен в 102-й пехотный запасной полк, дислоцированный в Самаре, в составе которого служил младшим офицером, командиром роты и батальона (выборным). Во время Октябрьской революции из состава батальона и рабочих заводов Самары по распоряжению ревкома В. К. Зайончковский сформировал 3-й Самарский красногвардейский отряд, однако в декабре заболел тифом, лечился в госпитале и затем вернулся на родину.
8 февраля 1918 года добровольно вступил в Старо-Русский рабоче-крестьянский советский полк, где назначен командиром 3-го батальона. В ноябре того же года переведён в Петроград на должность старшего военрука Петроградских окружных организационно-инструкторских курсов комсостава, а в марте 1919 года — на должность помощника начальника снабжения формирующейся 2-й Петроградской стрелковой бригады особого назначения.
В сентябре В. К. Зайончковский назначен командиром 628-го стрелкового полка особого назначения в составе 7-й армии, после чего принимал участие в боевых действиях против войск под командованием генерала Н. Н. Юденича. Вскоре полк был возвращён в Петроград, переименован в 493-й стрелковый, и затем направлен на Карельский перешеек и включён в состав 55-й стрелковой дивизии.
В апреле 1920 года В. К. Зайончковский назначен на должность командира 112-го стрелкового полка (13-я стрелковая дивизия), после чего принимал участие в боевых действиях против войск под командованием генерала С. Н. Булак-Балаховича на реке Великая. Вскоре дивизия была передана в состав Карельского боевого участка 7-й армии, а в сентябре передислоцирована на Южный фронт и вела боевые действия в Северной Таврии. Затем 13-я стрелковая дивизия была расформирована, личный состав пошёл на укомплектование 15-й Инзенской стрелковой дивизии, а В. К. Зайончковский назначен на должность командира 129-го стрелкового полка, после чего принимал участие в боевых действиях в районе Берислава, на каховском плацдарме и в Крыму. Во время штурма Ишуньских позиций В. К. Зайончковский был контужен, после чего лечился в госпитале.

### Межвоенное время
По излечении в январе 1921 года направлен на учёбу на повторные курсы комсостава Украины и Крыма по классу командиров полков, после окончания которых назначен на должность помощника начальника по учебно-строевой части 60-х Бердянских пехотных курсов комсостава.
В июне 1922 года переведён в Петроградский военный округ, где назначен на должность помощника командира по учебно-строевой части 46-го стрелкового полка (16-я стрелковая дивизия), дислоцированного в Новгороде, в марте 1924 года — на должность помощника начальника штаба по административно-хозяйственной части штаба 10-й стрелковой дивизии, в октябре того же года — на должность помощника командира по хозяйственной части и врид командира 29-го стрелкового полка, в октябре 1926 года — на должность командира 2-го отдельного штрафного батальона, в октябре 1928 года — на должность командира 18-го отдельного пулемётного батальона, а в июне 1929 года — 15-го отдельного местного стрелкового батальона.
В ноябре 1930 года В. К. Зайончковский направлен на учёбу на курсы «Выстрел», после окончания которых в мае 1931 года назначен командиром и военкомом 10-го стрелкового полка в составе 4-й стрелковой дивизии (Белорусский военный округ), а в декабре 1932 года — командиром и военкомом Кронштадтского отдельного крепостного стрелкового полка.
В июне 1940 года зачислен в распоряжение Управления по начсоставу ВМФ и затем назначен инспектором в Главное управление Наркомата ВМФ по сухопутным и береговым частям. В период с декабря 1940 по февраль 1941 года В. К. Зайончковский исполнял обязанности начальника строевого отделения курсов подготовки начсостава запаса ВМФ, затем вернулся на прежнюю должность.

### Великая Отечественная война
В августе 1941 года полковник В. К. Зайончковский назначен на должность командира 1-й отдельной курсантской бригады военно-морских учебных заведений, в сентябре — на должность командира 5-й отдельной бригады морской пехоты КБФ, а в апреле 1942 года — на должность командира особой группы по захвату островов в Финском заливе, однако в том же месяце при налёте авиации противника был тяжело ранен, после чего лечился в ленинградском госпитале.
По излечении в октябре 1942 года назначен командиром 291-й стрелковой дивизии, которая вела оборонительные боевые действия на Выборгском шоссе в районе Новый Белоостров, в начале декабря была передислоцирована и заняла оборонительный рубеж в полосе западнее Ладожского озера, Лепсари, Большое, ст. Ручьи, а в апреле 1943 года — на правом берегу Невы. С января 1944 года дивизия под командованием В. К. Зайончковского принимала участие в ходе Ленинградско-Новгородской, Красносельско-Ропшинской, Псковско-Островской, Тартуской и Прибалтийской наступательных операций. 17 сентября дивизия была выведена на формирование в район Рапино, 19 сентября — в резерв Ставки Верховного Главнокомандования, а в конце октября — начале ноября передислоцирована в Онегу (Архангельский военный округ). В период с декабря по начало января 1945 года дивизия передислоцирована в район Сендзишув (Польша) и с 22 января принимала участие в ходе Висло-Одерской, Сандомирско-Силезской, Нижнесилезской, Верхнесилезской и Пражской наступательных операций.

### Послевоенная карьера
С июля 1945 года генерал-майор В. К. Зайончковский исполнял обязанности уполномоченного Военного совета Центральной группы войск по пересылке репатриированных и демобилизованных в городе Сигет (Румыния).
В декабре 1946 года направлен в Военную академию имени М. В. Фрунзе, где служил преподавателем по оперативно-тактической подготовке — тактическим руководителем учебной группы, а также начальником курса основного факультета. В марте 1949 года назначен начальником военной кафедры Ленинградского технологического института, а в январе 1952 года — начальником военной кафедры Ленинградского инженерно-экономического института.
Генерал-майор Василий Казимирович Зайончковский 24 ноября 1952 года вышел в отставку по болезни. Умер 5 марта 1979 года в Ленинград.

## Награды
- Орден Ленина (21.02.1945);
- Пять орденов Красного Знамени (1942, 10.02.1943, 17.02.1944, 03.11.1944, 07.01.1946);
- Орден Отечественной войны I степени (09.06.1945);
- Медали.